# Tufão Fung-wong (2008)
O tufão Fung-wong (designação internacional: 0808; designação do JTWC: 09W; designação filipina: Igme) foi um intenso ciclone tropical que atingiu a ilha de Taiwan no final de Julho de 2008. Sendo o décimo ciclone tropical, o oitavo sistema tropical dotado de nome e o sexto tufão da temporada de tufões no Pacífico de 2008, Fung-wong formou-se de uma perturbação tropical a leste-sudeste das ilhas Ryukyu do Japão, seguindo para oeste praticamente em todo o seu período de existência, atingindo a ilha de Taiwan em 27 de Julho no momento de seu pico de intensidade, com ventos máximos sustentados de 175 km/h, segundo o Joint Typhoon Warning Center, ou 140 km/h, segundo a Agência Meteorológica do Japão. Após deixar Taiwan e seguir pelo estreito de Taiwan, Fung-wong se enfraqueceu para uma tempestade tropical antes de atingir a província chinesa de Fujian. Sobre a China continental, Fung-wong causou severas chuvas antes de dissipar totalmente em 29 de Julho.
Fung-wong produziu destruição nas Filipinas, em Taiwan e principalmente na China. No arquipélago filipino, as bandas externas de tempestade de Fung-wong provocaram chuvas fortes, principalmente em Luzon; cinco pessoas morreram em decorrência das chuvas fortes associadas ao tufão. Em Taiwan, Fung-wong provocou intensas enchentes, além de ventos fortes, provocando estragos na agricultura local, além de causar 2 fatalidades. Na China, os efeitos foram maiores. 15 fatalidades foram registradas no país. Os danos a propriedades foram severos, sendo que o prejuízo total somente na China passou de 500 milhões de dólares.

## História meteorológica

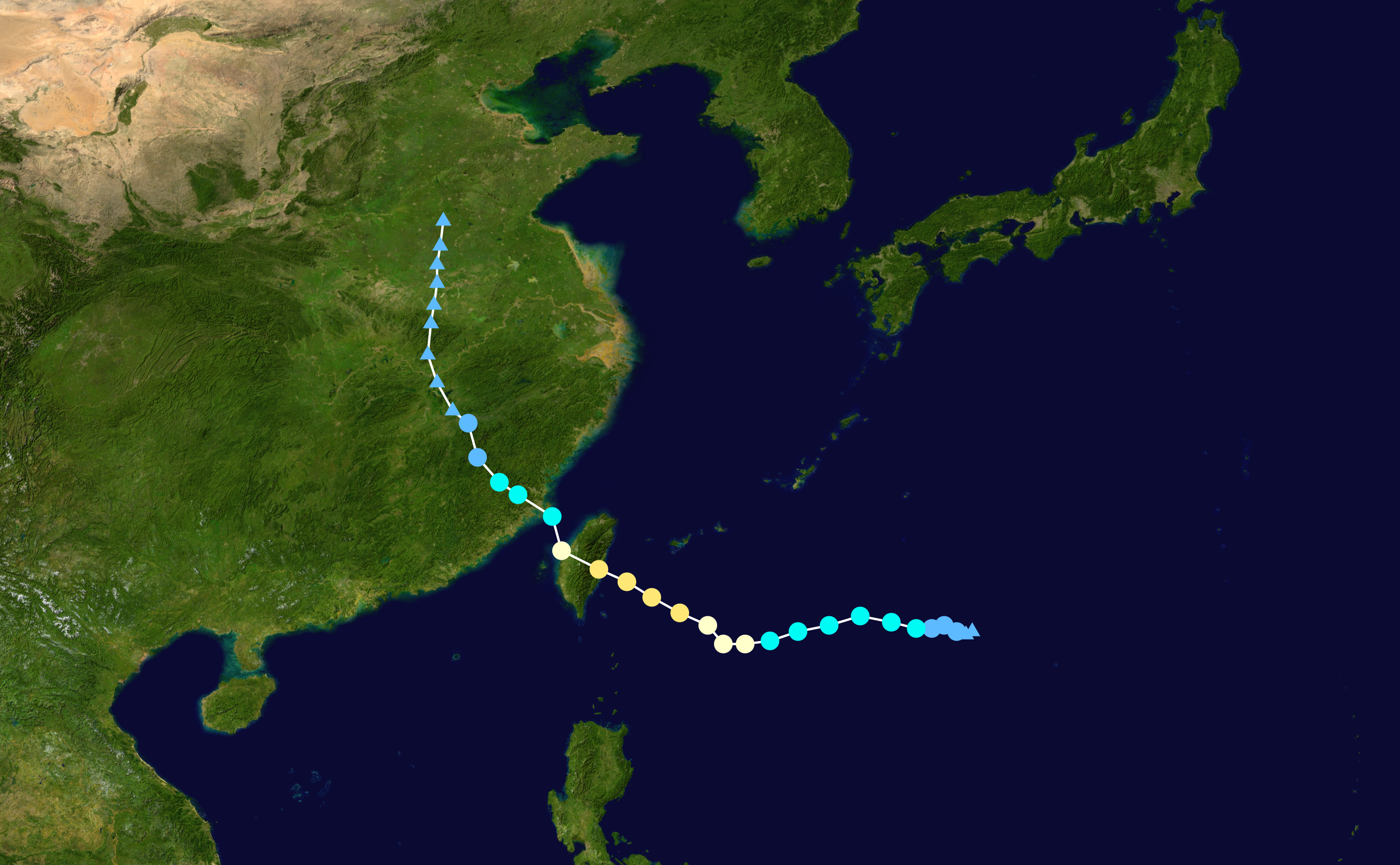
O caminho de Fung-wong

Uma área de distúrbios meteorológicos formou-se em 18 de Julho a norte-nordeste de Guam. Inicialmente sendo uma perturbação com núcleo frio, típico de ciclones extratropicais, o sistema começou a exibir sinais de organização em 20 de Julho. A Agência Meteorológica do Japão (AMJ) classificou o sistema para uma depressão tropical em 23 de Julho assim que a circulação ciclônica de baixos níveis começou a se consolidar. No dia seguinte, a Administração de Serviços Atmosféricos, Geofísicos e Astronômicos das Filipinas (PAGASA) também classificou o sistema para uma depressão tropical, e lhe atribuiu o nome local de Igme. Fundido com uma depressão de monção o sistema continuou a se consolidar, e, com a contínua formação de áreas de convecção atmosférica, o Joint Typhoon Warning Center (JTWC) emitiu um Alerta de Formação de Ciclone Tropical (AFCT) sobre o sistema em 24 de Julho. Mais tarde naquele dia, a AMJ classificou o sistema para uma depressão tropical plena, enquanto que o JTWC emitiu seu primeiro aviso sobre a depressão tropical 09W.
Inicialmente com o seu desenvolvimento sendo inibido por um cavado de altos níveis no quadrante norte da circulação ciclônica do sistema, a depressão se organizou apenas de forma lenta. No entanto, durante a madrugada (UTC) de 25 de Julho, o centro ciclônico de baixos níveis do sistema ficou mais consolidado, e com a formação de novas bandas de tempestade, o JTWC classificou a depressão para uma tempestade tropical. Naquele momento, o centro da tempestade localizava-se a cerca de 645 km a sudeste de Naha, nas ilhas Ryukyu, Japão. Algumas horas mais tarde, a AMJ também classificou o sistema para uma tempestade tropical e lhe atribuiu o nome Fung-wong, que foi submetido à lista de nomes dos tufões por Hong Kong e significa "Fênix" em cantonês, além de ser o nome de um pico em Hong Kong. Seguindo para oeste devido à influência de uma alta subtropical ao seu norte Fung-wong continuou a se intensificar continuamente com a gradual consolidação da circulação ciclônica de baixos níveis. Com isso, a AMJ classificou o sistema para uma tempestade tropical severa no começo da madrugada (UTC) de 26 de Julho. A tendência de intensificação gradual continuou, mesmo sob moderado cisalhamento do vento, e o JTWC classificou o sistema na tarde (UTC) daquele dia como um tufão assim que o ciclone começou a apresentar uma nebulosidade central densa e um olho "buraco de alfinete". A AMJ também classificou Fung-wong para um tufão no começo da madrugada (UTC) de 27 de Julho. Com a melhora dos fluxos de saída e com o gradativo aumento da temperatura da superfície do mar, Fung-wong continuou a se fortalecer durante aquele dia, atingindo seu pico de intensidade com ventos máximos sustentados em um minuto de 175 km, segundo o JTWC, ou ventos máximos sustentados em 10 minutos de 140 km/h, segundo a AMJ.
No entanto, Fung-wong atingiu a costa leste da ilha de Taiwan, perto de Chenggong, durante a noite (UTC) de 27 de Junho, ainda com ventos máximos sustentados em um minuto de 195 km/h. A partir de então, o tufão começou a se desorganizar e a se enfraquecer devido à interação com os terrenos altamente montanhosos da ilha taiwanesa. A AMJ desclassificou Fung-wong para uma tempestade tropical severa durante a manhã (UTC) de 28 de Julho. Horas mais tarde, o JTWC também desclassificou o sistema para uma tempestade tropical. Mesmo seguindo sobre o estreito de Taiwan, Fung-wong não foi capaz de se intensificar devido à sua grande desorganização. Fung-wong começou a seguir para noroeste como resposta ao enfraquecimento da alta subtropical ao seu nordeste e fez seu segundo e último landfall na costa da província chinesa de Fujian, a sul da localidade de Fuzhou, com ventos máximos sustentados em um minuto de 85 km/h. Com isso, o JTWC emitiu seu aviso final sobre o sistema. A AMJ ainda manteve a emissão de avisos regulares sobre o sistema até 29 de Julho, quando desclassificou Fung-wong para uma depressão e emitiu seu aviso final sobre o sistema.

## Preparativos
Em 26 de Julho, o governo das Filipinas proibiu a saída de navios e barcos de deixar o porto da região de Vale de Cagayan, na região norte do país, devido à ameaça que Fung-wong apresentava à navegação. A Marinha Filipina foi posta em estado de alerta em Santa Ana, em Cagayan, além da Guarda costeira filipina, na província setentrional de Batanes. As atividades escolares tiveram que ser suspensas nas regiões ameaçadas pelo tufão.
No mesmo dia, a Agência Central Meteorológica de Taiwan emitiu um alerta de tufão para toda a ilha de Taiwan, após ter emitido um alerta de tufão marítimo no dia anterior. Pessoas montaram diques com sacos de areia em margens de rios potencialmente perigosos para tentar impedir uma enchente severa em áreas baixas. Além disso, vários barcos pesqueiros tiveram que retornar à costa. O governo de República da China fechou todas as escolas e instituições públicas da ilha durante a passagem do tufão. Centenas de pessoas tiveram que se refugiar em locais mais altos, fugindo principalmente dos ventos fortes e das enchentes severas que afetaram o condado de Hualien, no leste taiwanês.
Em 27 de Julho, a Administração Meteorológica da China lançou um plano de emergência nível II para preparar as províncias chinesas de Zhejiang e Fujian para a chegada de Fung-wong na região. O governo provincial de Fujian retirou mais de 274.000 pessoas de áreas de risco e ordenou a volta para a costa de mais de 52.000 bascos pesqueiros. Além disso, o governo de Zhejiang também retirou outras 338.000 pessoas de áreas de risco, e ordenou o retorno de mais de 27.600 barcos pesqueiros. Com isso, o número total de pessoas retiradas passou de 600.000 e o número de barcos pesqueiros que retornaram chegou a quase 80.000, número que aumentou para 751.600 durante a passagem da tempestade. Mais tarde naquele dia, Fujian e Zhejiang entraram em estado de alerta laranja, o segundo nível mais alto de alerta de mau tempo, devido à ameaça da chegada do tufão. O governo de Fujian também enviou mais de 20 milhões de mensagens de texto para avisar a população sobre a chegada do sistema.

## Impactos

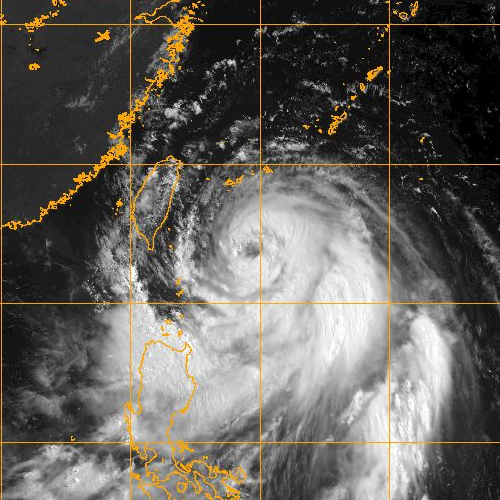
Fung-wong aproximando-se de Taiwan

### Filipinas e Taiwan
As bandas externas de tempestade atingiram as províncias setentrionais das Filipinas, causando chuvas torrenciais e deslizamentos de terra. As províncias de Ilocos Norte, Ilocos Sur e La Union foram as afetadas por Fung-wong. Mais de 6.000 pessoas foram forçadas a deixar suas residências. Cinco pessoas foram confirmadas mortas no país; dois por queda de raios, dois por deslizamentos de terra e o outro por afogamento.
Em Taiwan, Fung-wong causou danos generalizados. Em Hualien, 40.000 pessoas ficaram sem o fornecimento de eletricidade. O tráfego ferroviário e aéreo do país também foi interrompido durante a passagem de Fung-wong. O tufão causou intensa precipitação sobre a ilha taiwanesa: em algumas áreas, a precipitação acumulada excedeu 700 mm. As chuvas torrenciais causaram severos danos à agricultura em Taiwan. 3.345 hectares de plantações de frutas, tais como melancia, pomelo, banana e goiaba, foram danificadas por severas inundações. O prejuízo total na agricultura taiwanesa foi de aproximadamente 300 milhões de novos dólares taiwaneses (cerca de 30 milhões de dólares - valores em 2008). A passagem de Fung-wong sobre Taiwan também deixou dois mortos e seis feridos.

### China
Fung-wong atingiu a costa leste da República Popular da China em 29 de Julho como uma tempestade tropical. Na localidade de Fuqing, foi registrado 205 mm de precipitação acumulada. Os ventos fortes do sistema causaram a interrupção do fornecimento de eletricidade para o condado de Puxia, onde 15 linhas de transmissão foram danificadas e quase quinhentos transformadores foram destruídos. Estradas foram fechadas ou desviadas e alguns voos em Wenzhou foram cancelados. Quase 4 milhões de pessoas sofreram algum tipo de perda econômica somente em Fujian e Zhejiang. Assim como em Taiwan, Fung-wong também provocou severos danos à agricultura nestas províncias; mais de 112.000 hectares de plantações foram afetadas. Sessenta e seis grandes indústrias tiveram que suspender suas produções, causando um prejuízo de cerca de 74 milhões de dólares (valores em 2008). Em Fuzhou, capital provinciana de Fujian, 107 voos tiveram que ser cancelados. Mais de 1.500 residências foram destruídas devido às severas enchentes causadas pela intensa precipitação do sistema. Na província de Jiangsu, um tornado causou a completa destruição de uma fábrica de roupas na cidade de Linze; 90 trabalhadores ficaram feridos, sendo que quatro morreram posteriormente em hospitais. No condado de Baoying, 120 famílias tiveram suas residências danificadas, com 5 completamente destruídas. Na província de Guangdong, enxurradas levaram cinco trabalhadores em Heyuan, sendo que foi confirmada uma morte; os quatro restantes continuam desaparecidos. O governo de Heyuan teve que retiram mais de 1.500 pessoas de áreas de risco. Mais de 3.000 pessoas nos condados de Zijin e de Dongyuan foram afetadas por enchentes. Somente no condado de Zijin, mais de 20 cidades ficaram sem o fornecimento de eletricidade. Somente na província de Fujian, os danos econômicos causados por Fung-wong superaram 1 bilhão de yuans (142 milhões de dólares - valores em 2008).
Na província de Shandong, mais de 280.000 pessoas foram afetadas por Fung-wong de alguma forma, sendo que mais de 8.500 pessoas na província tiveram que deixar suas residências. As cidades de Weifang, Yantai e Linyi foram afetadas por severas enchentes, sendo que em Weifang, a precipitação acumulada chegou a 304 mm. Somente em Shandong, mais de 24.000 hectares de plantações foram danificadas, com outros 8.000 hectares sendo totalmente destruídos. Na província, os danos econômicos causados por Fung-wong chegaram a 144 milhões de yuans (21,2 milhões de dólares - valores em 2008). Das 221 vilas do distrito de Xiashan, prefeitura de Weifang, 206 sofreram algum tipo de dano; quase 1.500 pessoas ficaram sem acesso à água potável. Na província de Anhui, mais de 2,59 milhão de pessoas em 38 condados da província sofreram algum tipo de impacto causado por Fung-wong. Duas pessoas morreram quando suas residências foram destruídas por um deslizamento de terra na cidade de Shuihou. Outras sete pessoas morreram em Anhui como consequência da passagem de Fung-wong. Duas barragens não resistiram às chuvas torrenciais e entraram em colapso. O trabalho de reconstrução das barragens envolveu mais de 20.000 pessoas. Na cidade de Chuzhou, o nível da enchente chegou a meio metro em pleno centro da cidade; metade da cidade foi inundada e a distribuição de gás foi cortada. Algumas indústrias da região tiveram que diminuir bruscamente suas produções devido às enchentes. Mais de 38.300 residências foram danificadas e outras 8.600 foram completamente destruídas. Mais de 91.300 pessoas tiveram que deixar duas casas. 108.000 hectares de plantações foram totalmente destruídos. Os impactos econômicos diretos foram calculados em 2,37 bilhões de yuans (345,9 milhões de dólares - valores em 2008) somente em Anhui.